# Мета суданс
Мета суданс (лат. meta sudans, потеющая мета) — монументальный античный фонтан в Риме, находившийся между Колизеем и аркой Константина. Представлял собой коническое сооружение (наподобие поворотного столба на ипподроме, лат. meta), по которому стекала вода.
Построен во второй половине I в. н. э., возможно, при Домициане. Предполагается, что он отмечал границу нескольких округов Рима.
Внешний вид фонтана восстановлен по изображению на монетах, которое показывает, как выглядели ниши в основании и цветочные элементы наверху. Предание гласит, что сюда приходили купаться гладиаторы. Конус фонтана был покрыт каменными полированными плитами, что позволяло создавать узоры из стекающей воды. Эффект усиливался с помощью каменных инкрустированных вставок из картин, узоров и надписей. Большая площадь конуса и самого фонтана, создавала сильное увлажнение, вокруг которого были расположены скамейки для отдыха. 
Основание фонтана (5 м в диаметре и 2 м в высоту) было разрушено в 1933-36 гг. одновременно с основанием статуи Нерона, поскольку они мешали обустройству транспортной развязки у Колизея. Однако сегодня место, где стоял фонтан, находится в пешеходной зоне на площади Колизея.
Копии меты суданс находились и в других частях Римской империи: в курортном городе Байи и в Джемиле на территории современного Алжира.